# Agrius convolvuli
La esfinge de la correhuela (Agrius convolvuli) es una mariposa nocturna de la familia Sphingidae. Se encuentra en Europa, África, Asia y Australia, especialmente en las zonas meridionales del continente. Es una especie migratoria (ver mapa de distribución).

## Descripción

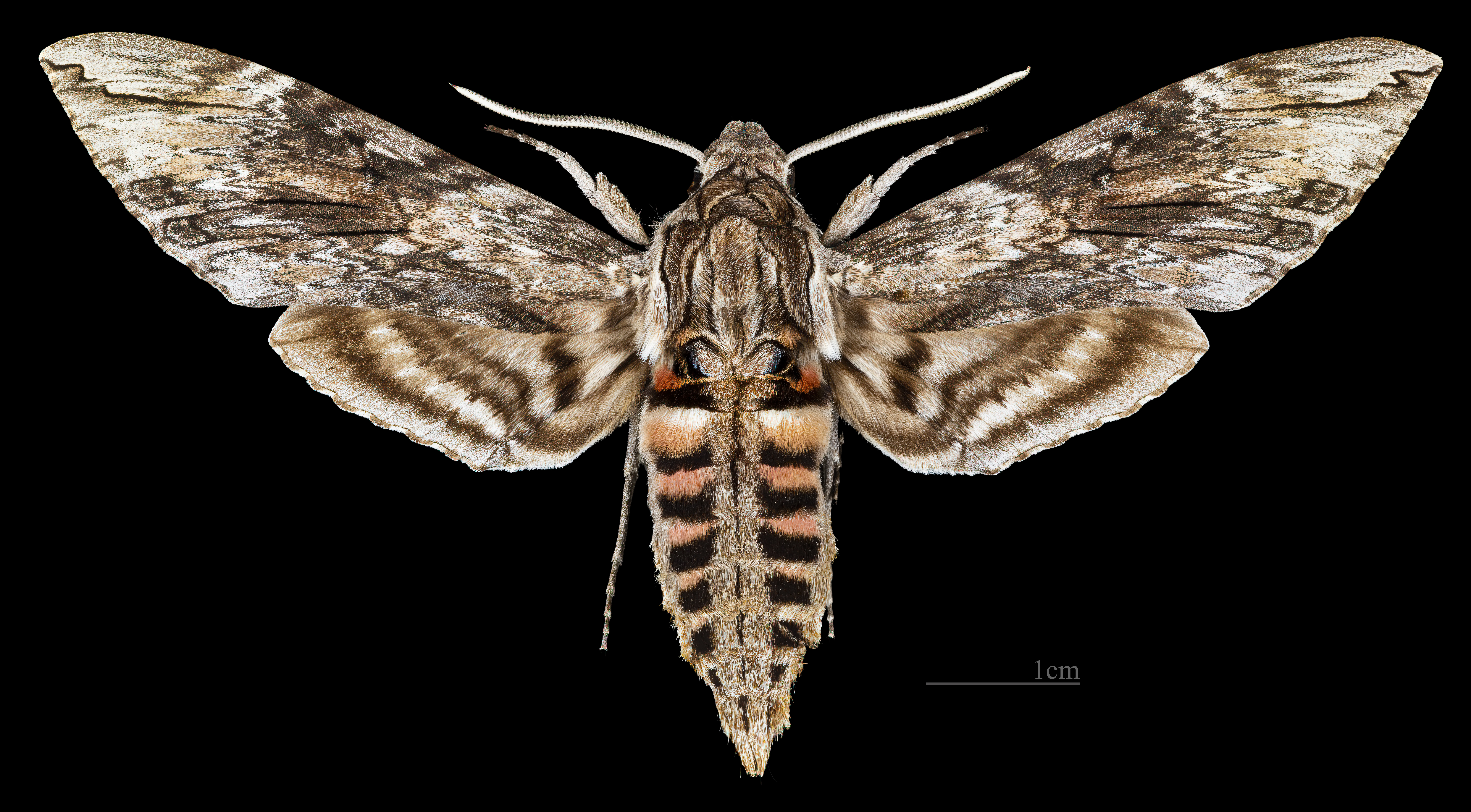
♂
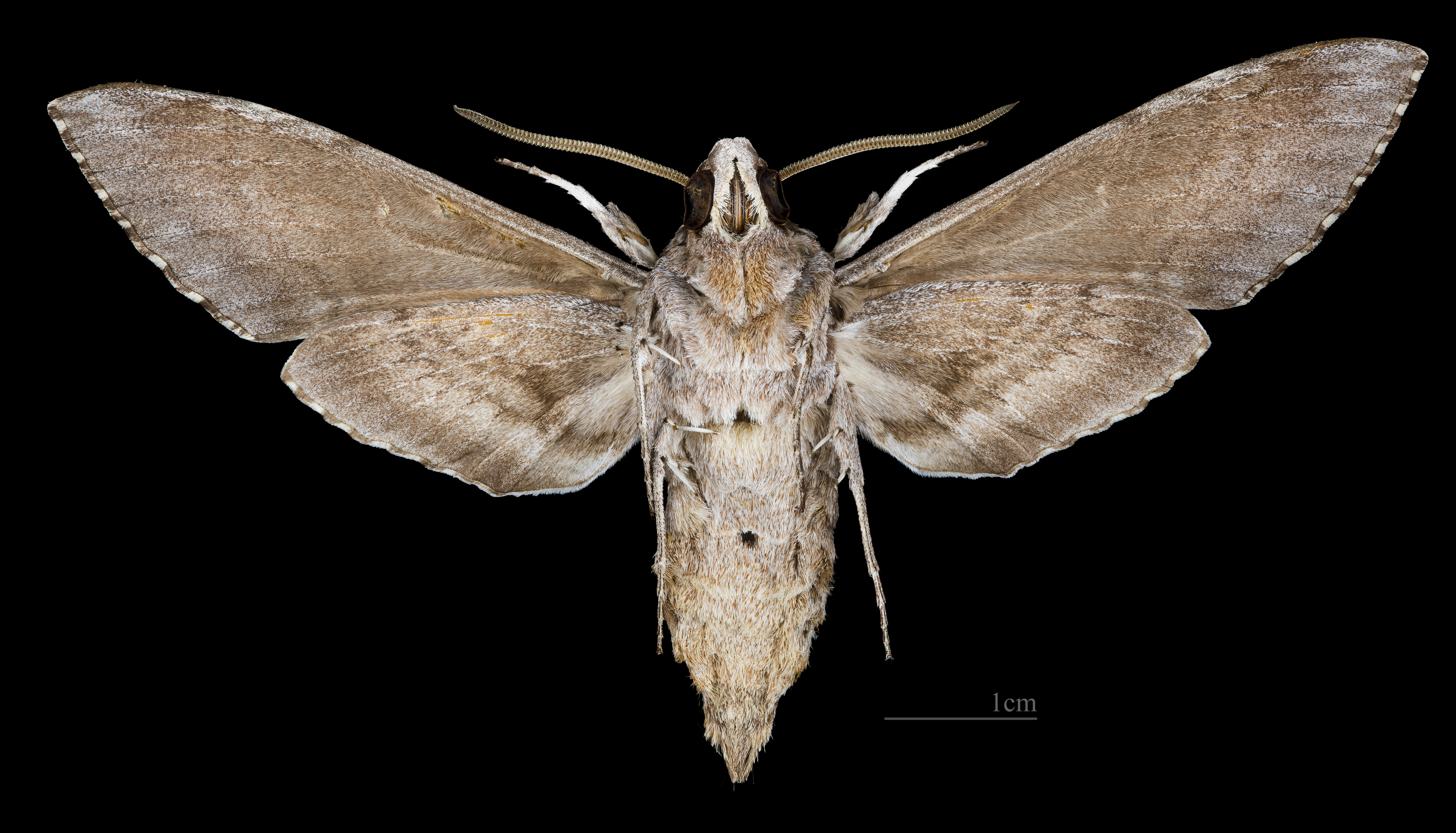
♂ △
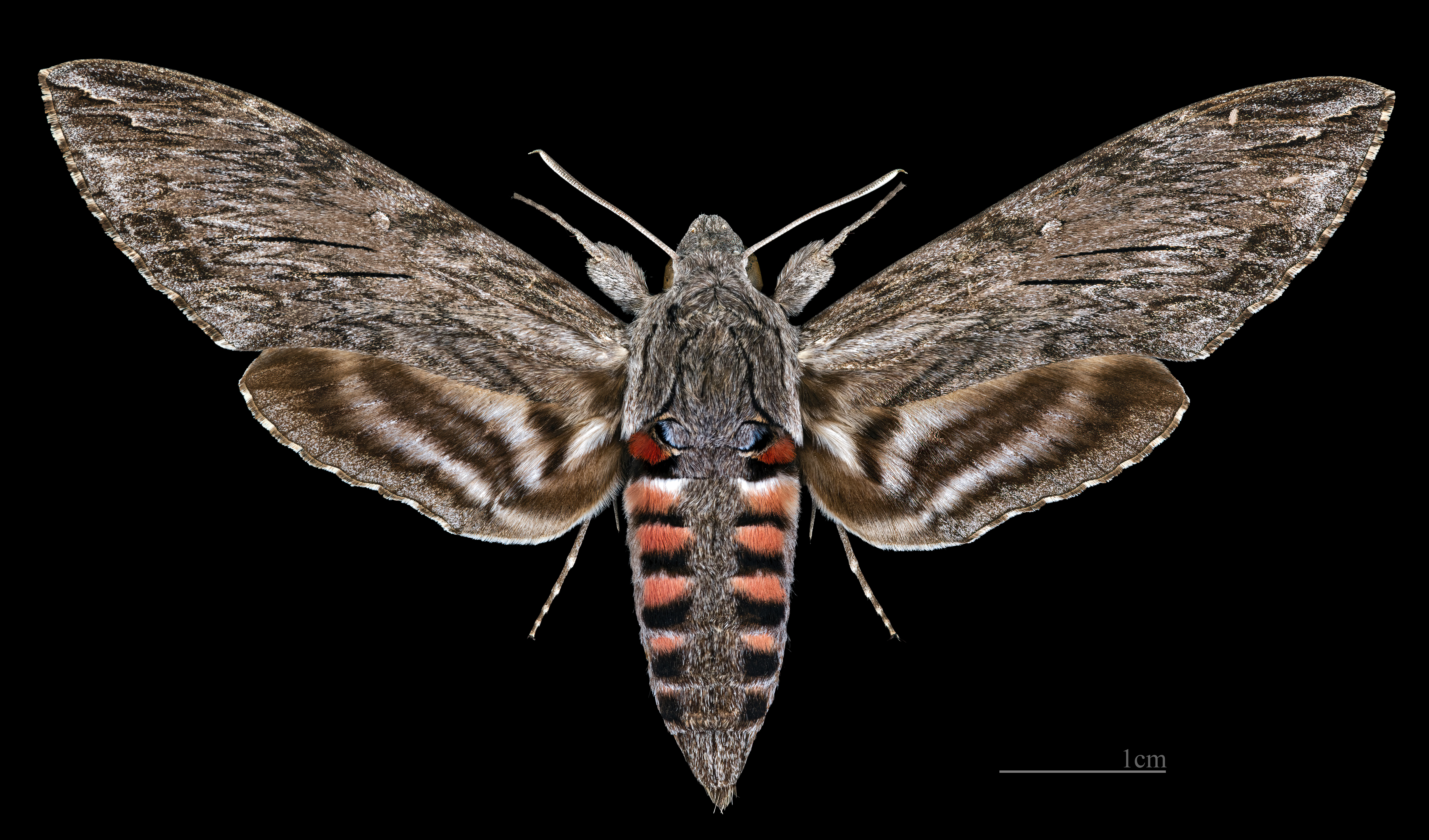
♀
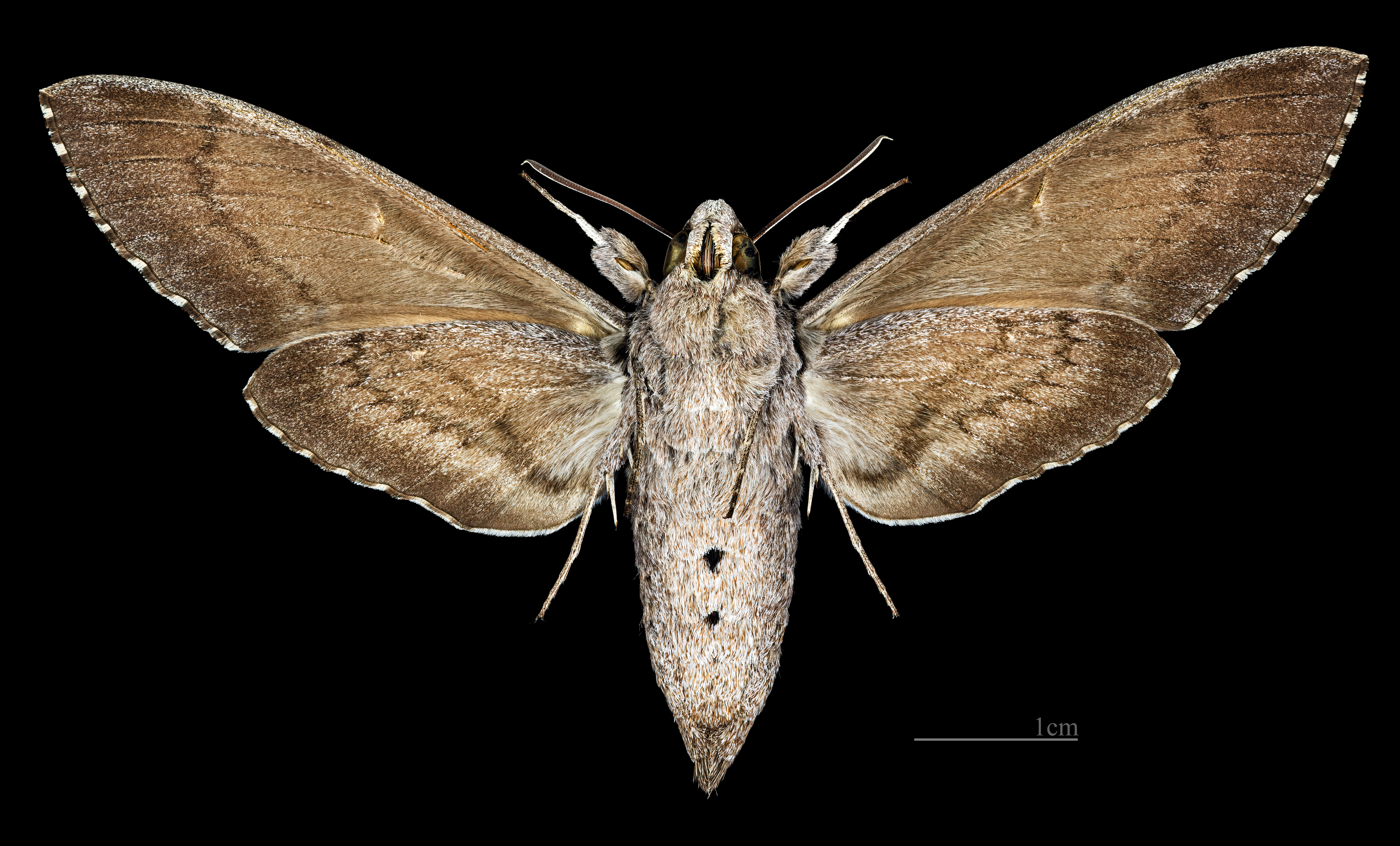
♀ △

La envergadura de sus alas va desde 80 a 105 mm., la coloración básica es en tonos grisáceos, pero el abdomen tiene una amplia franja dorsal gris y rosa y bandas negras con bordes blancos en los lados. Las alas posteriores son de color gris claro con amplias líneas oscuras cruzadas. Pero estas manchas no son visibles cuando el animal se encuentra en la posición de reposo. Entonces se puede camuflar perfectamente sobre la corteza de un árbol o en un muro de piedra. Tiene un cuerpo firme y poderoso.

## Reproducción
La hembra de la esfinge de la correhuela pone los huevos en las hojas de la correhuela y de otras plantas similares del género Convolvulus, de aquí su nombre latino Agrius convolvuli.
Las orugas son de coloración muy variada, marrón, blanca y verde. Como las orugas otras esfinges, son relativamente grandes y tienen un apéndice similar a un cuerno en la zona caudal. Comen las hojas de la correhuela. También usan muchas otras especies de otras familias: Araceae, Convolvulaceae, Leguminosae y  Malvaceae.